# بخش آندلفنژان
بخش آندلفنژان یکی از بخشهای کانتون زوریخ  در کشور سوئیس است.